# 韓韓坂站

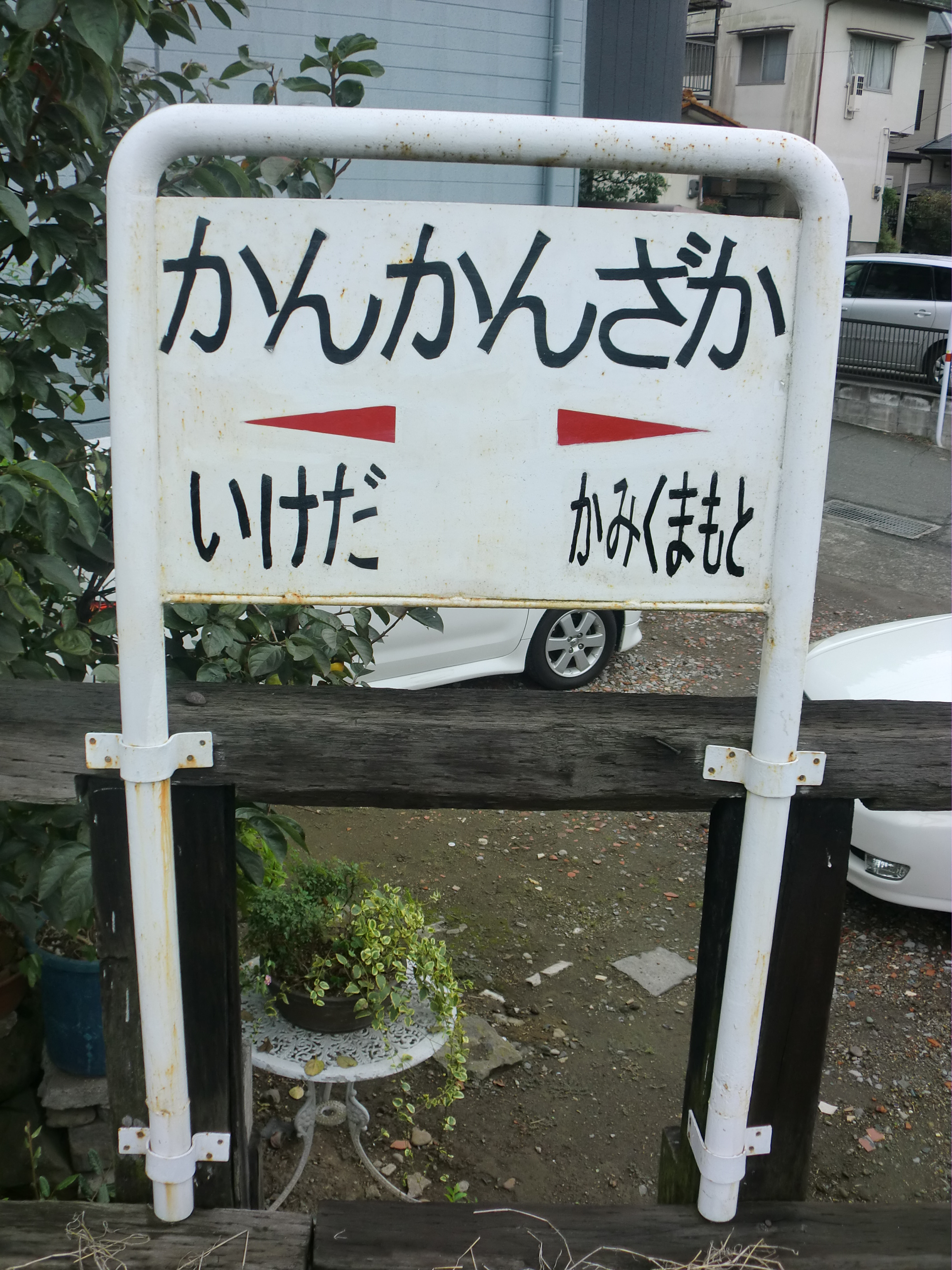
舊站名牌

韓韓坂站（日语：／ Kankanzaka eki */?）是位於熊本縣熊本市西區上熊本三丁目，屬於熊本電氣鐵道的菊池線車站。車站編號為KD02。

## 歷史
- 1955年（昭和30年）12月1日：車站啟用。
- 2015年（平成27年）4月1日：此站可以使用交通系IC卡「熊本地域振興IC卡（日语：熊本地域振興ICカード）（熊本熊之IC CARD）」[1]。
- 2019年（令和元年）10月1日：此站引入車站編號[2]。

## 車站構造
本站是地面車站，設有1面1線的單式月台。此站是無人車站，沒有設置站房。月台上設有上蓋，且只可容納1卡車廂，由於月台一端均設有平交道，因此前往北熊本的停車時會佔用平交道。本站的月台上也設有IC卡讀卡機（只有入場機）。

## 利用狀況
| 年度   | 1日平均 乘車人次 | 1日平均 上下車人次 |
| ------ | ---------------- | ------------------ |
| 2011年 |                  | 240                |
| 2012年 |                  | 239                |
| 2013年 |                  | 260                |
| 2014年 | 127              | 257                |
| 2015年 |                  | 382                |
| 2016年 |                  | 451                |
| 2017年 |                  | 224                |
| 2018年 |                  | 184                |

## 車站周邊
- 熊本都市巴士（日语：熊本都市バス）上熊本營業所（舊・熊本市營巴士上熊本營業所（日语：熊本市営バス上熊本営業所））
- 熊本市立池田小學（日语：熊本市立池田小学校）
- 熊本少年鑑別所
- 上熊本郵局
- 崇城大學（日语：崇城大学）
- 文德高等學校（日语：文徳高等学校）
- 崇城大學前站 - JR鹿兒島本線車站。

## 巴士路線
上熊本營業所巴士站
- 熊本都市巴士（日语：熊本都市バス）

上熊本三丁目巴士站
- 熊本都市巴士
- 彥交巴士（日语：九州産交バス）

縣營團地入口巴士站
- 產交巴士

## 相鄰車站
熊本電氣鐵道
■菊池線
上熊本（KD01）－韓韓坂（KD02）－池田（KD03）

## 注腳
1. 1 2  電鉄電車（菊電）でのご利用 （页面存档备份，存于）（日語）（熊本熊之IC CARD）
2. ↑  電車 「駅ナンバリング」導入のお知らせ （页面存档备份，存于）（日語） - 熊本電氣鐵道，2019年8月15日，同日參閲。
3. ↑  公共交通の現状等、52頁 （页面存档备份，存于）（日語） ，2018年12月10日參閲
4. ↑  国土数値情報(駅別乗降客数データ)  （页面存档备份，存于）（日語） - 國土交通省，2018年12月10日參閲
5. ↑  国土数値情報　駅別乗降客数データ  （页面存档备份，存于）（日語） - 國土交通省，2020年9月19日參閲

## 外部連結
- 韓韓坂站 （页面存档备份，存于）（日語）（路線圖、車站情報） - 熊本電氣鐵道